# Big Finish Short Trips
A  Big Finish Short Trips a Big Finish kiadó által kiadott antológiasorozata, a Doctor Who című tévésorozat alapján. Az első kötetét 2002 decemberében adták ki és az utolsót (vagyis a 28. kötetet) 2009 márciusában adták ki, és ugyanebben az évnek májusában kiadtak egy válogatást korábbi kötetekből. Minden kötetben a novellákat aszerint válogatták, hogy milyen téma/koncepció közös bennük. A sorozatot pedig azért fejezték be, mert a kiadónak lejárt a kiadásának a joga.

## Könyvek listája
| Cím                                         | Szerkesztő                        | Kiadás           | Téma                                          |
| ------------------------------------------- | --------------------------------- | ---------------- | --------------------------------------------- |
| Short Trips: Zodiac                         | Jacqueline Rayner                 | 2002. december   | Zodiac jelei                                  |
| Short Trips: Companions                     | Jacqueline Rayner                 | 2003. március    | A Doktor útitársai                            |
| Short Trips: A Universe of Terrors          | John Binns                        | 2003. június     | Horror                                        |
| Short Trips: The Muses                      | Jacqueline Rayner                 | 2003. szeptember | A kilenc múzsa                                |
| Short Trips: Steel Skies                    | John Binns                        | 2003. december   | Szűk környezet                                |
| Short Trips: Past Tense                     | Ian Farrington                    | 2004. április    | Történelem                                    |
| Short Trips: Life Science                   | John Binns                        | 2004. június     | Az élet természete                            |
| Short Trips: Repercussions                  | Gary Russell                      | 2004. június     | Előre nem látott következmények               |
| Short Trips: Monsters                       | Ian Farrington                    | 2004. augusztus  | Szörnyek                                      |
| Short Trips: 2040                           | John Binns                        | 2004. október    | 2040                                          |
| Short Trips: A Christmas Treasury           | Paul Cornell                      | 2004. december   | Karácsony                                     |
| Short Trips: Seven Deadly Sins              | David Bailey                      | 2005. március    | A hét fő bűn                                  |
| Short Trips: A Day in the Life              | Ian Farrington                    | 2005. június     | A nap órái                                    |
| Short Trips: The Solar System               | Gary Russell                      | 2005. szeptember | A Föld naprendszerének kilenc bolygója        |
| Short Trips: The History of Christmas       | Simon Guerrier                    | 2005. december   | Karácsony a múltban, a jelenben, és a jövőben |
| Short Trips: Farewells                      | Jacqueline Rayner                 | 2006. március    | A halál, és más típusú veszteségek            |
| Short Trips: The Centenarian                | Ian Farrington                    | 2006. július     | Egy ember élete - Edward Grainger             |
| Short Trips: Time Signature                 | Simon Guerrier                    | 2006. szeptember | Zene, idő, és következmények                  |
| Short Trips: Dalek Empire                   | Nicholas Briggs és Simon Guerrier | 2006. december   | A Dalek Empire sorozat                        |
| Short Trips: Destination Prague             | Steven Savile                     | 2007. május      | Prága városa                                  |
| Short Trips: Snapshots                      | Joseph Lidster                    | 2007. június     | A Doktor hatása az emberekre                  |
| Short Trips: The Ghosts of Christmas        | Cavan Scott és Mark Wright        | 2007. december   | Karácsony: Múlt, jelen, jövő                  |
| Short Trips: Defining Patterns              | Ian Farrington                    | 2008. március    | A világegyetem okai, és hatásai               |
| Short Trips: The Quality of Leadership      | Keith R.A. DeCandido              | 2008. május      |                                               |
| Short Trips: Transmissions                  | Richard Salter                    | 2008. július     |                                               |
| Short Trips: How The Doctor Changed My Life | Simon Guerrier                    | 2008. szeptember |                                               |
| Short Trips: Christmas Around the World     | Xanna Eve Chown                   | 2008. december   |                                               |
| Short Trips: Indefinable Magic              | Neil Corry                        | 2009. március    |                                               |
| Re: Collections                             | Xanna Eva Chown                   | 2009. május      |                                               |